# Quelle (Nachrichtendienst)
Quelle bezeichnet in Zusammenhang mit einem Nachrichtendienst im weiten Sinne die Herkunft einer Information. In einem engeren Verständnis wird darunter nur die menschliche Quelle (V-Mann) verstanden.

## Arten
Die Quellen für das Informationsaufkommen eines Nachrichtendienstes können unterschieden werden in:
- offen zugängliche Informationen:
  - Offene Informationen (OSINT; Internet, Medien aller Art wie nationale und internationale Zeitungen, Zeitschriften, Nachrichtensendungen und sonstige Publikationen)

- nicht öffentliche, verdeckt/nachrichtendienstlich beschaffte Informationen:
  - menschliche Quellen (HUMINT)
    - planmäßig geführte Quellen
    - Befragungen von Flüchtlingen und Kriegsgefangenen
    - Gesprächsabschöpfung (ohne Steuerung und Kenntnis der Person über den nachrichtendienstlichen Hintergrund seines Gegenübers)[3]

  - Fernmelde- und elektronische Aufklärung (SIGINT)
    - Fernmeldeaufklärung (COMINT)
      - aus elektromagnetischen Ausstrahlungen
      - kabelgebunden

    - Elektronische Aufklärung (ELINT; elektromagnetischen Ausstrahlungen ohne Kommunikationsinhalt)
      - MASINT (unbeabsichtigte elektromagnetischen Ausstrahlungen ohne Kommunikationsinhalt)

  - Abbildende Aufklärung (IMINT)
    - durch Aufklärungssatelliten
    - durch sonstige Luftbilder

  - Informationen anderen Behörden

Die offen zugänglichen Informationen machen den Großteil des Informationsaufkommens aus.

## Abschöpf- und Objektquelle im Ministerium für Staatssicherheit
Im Ministerium für Staatssicherheit (MfS) waren Quellen inoffizielle Mitarbeiter, die im sogenannten Operationsgebiet, also dem gegnerischen oder neutralen Ausland, tätig waren, tätig waren und an Informationen gelangen konnten. Das MfS unterschied zwischen Abschöpfquelle und Objektquelle (A-Quelle bzw. O-Quelle). Die "O-Quelle" ist direkt im Objekt verankert, über die Informationen beschafft werden sollen. Die "A-Quelle" hat lediglich über eine zweite Person Verbindung zum Objekt.